# Allopauropus maroccanus
Allopauropus maroccanus är en mångfotingart som beskrevs av Paul Auguste Remy och Gilbert Moyne 1960. Allopauropus maroccanus ingår i släktet småfåfotingar, och familjen fåfotingar. Inga underarter finns listade i Catalogue of Life.